# Drosophila divaricata
Drosophila divaricata este o specie de muște din genul Drosophila, familia Drosophilidae, descrisă de Hardy și Kaneshiro în anul 1971. Conform Catalogue of Life specia Drosophila divaricata nu are subspecii cunoscute.